# Syngamia zena
Syngamia zena là một loài bướm đêm trong họ Crambidae.